# イラン大統領選挙 (2013年)
2013年イラン大統領選挙（2013ねんイランだいとうりょうせんきょ、ペルシア語: انتخابات ریاست‌جمهوری ایران ۱۳۹۲）は、2013年6月14日に行われたイラン・イスラーム共和国の第11期大統領選挙である。当選者はハサン・ロウハーニー。

## 概要
2005年よりイラン大統領を務めているマフムード・アフマディーネジャードは憲法規定により連続三選が認められていないため、この選挙に出馬することができない。
大統領選挙に立候補しようとする者は、あらかじめ監督者評議会の審査を受ける。そして、適格と判断された者のみが大統領選挙に出馬することを許される。
第一回投票で過半数得票する者がいなかった場合には、上位2人による決選投票が行われる。
有権者は18歳以上の男女で、有権者の総数は5048万3192人。

## 候補者

### 監督者評議会の審査で立候補を認められた候補者
5月21日内務省発表
- サイード・ジャリーリー - 国家安全保障最高評議会書記
- モフセン・レザーイー - 公益判別会議書記
- ハサン・ロウハーニー - 元国家安全保障最高評議会書記
- モハンマド・ガラズィー - 元郵政通信大臣
- モハンマド・バーゲル・ガーリーバーフ - テヘラン市長
- アリーアクバル・ヴェラーヤティー - 元外務大臣
- ゴラームアリー・ハッダード＝アーデル - 元国会議長
- モハンマドレザー・アーレフ - 元第一副大統領

#### 選挙戦開始後に選挙戦から撤退した人物
- ゴラームアリー・ハッダード＝アーデル - 6月10日撤退表明[4]
- モハンマドレザー・アーレフ - 6月10日撤退表明[5]

### 立候補の届け出を行った主な人物
立候補の登録期間は2013年5月7日から同月11日。
- ハサン・ロウハーニー[7] - 改革派。元国家安全保障最高評議会書記
- カームラーン・バーゲリー＝ランキャラーニー[7] - 元保健大臣
- モハンマド・サイーディキヤー[8] - 元住宅・都市計画大臣
- サーデグ・ヴァーエズ＝ザーデ[8] - テヘラン大学教授
- モスタファー・キャバーキビヤーン[7] - 改革派、元国会議員
- マヌーチェフル・モッタキー[7] - 元外務大臣
- アリー・ファッラーヒヤーン[7] - 元情報大臣
- モハンマド＝バーゲル・ハッラーズィー[9]
- ルーホッラー・アフマドザーデ・ケルマーニー[9] - 元ファールス州知事
- セイイェド・モハンマド・ガラズィー[7] - 元通信技術大臣
- ゴラームアリー・ハッダード＝アーデル[7] - 前国会議長
- モハンマドレザー・アーレフ[7] - 元第一副大統領
- アリーレザー・ザーカーニー[7] - 国会議員
- アリーレザー・アリー＝アフマディー[7] -元教育大臣
- アクバル・アアラミー[10] - 改革派、元国会議員
- モハンマド・ハサン・アブートラービー＝ファルド[7] - 国会副議長
- モフセン・レザーイー[7]  - 保守派、元イスラム革命防衛隊司令官
- モハンマド・バーゲル・ガーリーバーフ[7] - テヘラン市長
- サイード・ジャリーリー- 保守派、現国家安全保障最高会議書記
- アリー・アクバル・ハーシェミー・ラフサンジャーニー[11] - 公益判別会議議長
- エスファンディヤール・ラヒーム・マシャーイー[11] - 保守派、前イラン大統領府長官
- アリーアクバル・ヴェラーヤティー[12]- 元外務大臣
- ダーヴード・アフマディーネジャード[7] - マフムード・アフマディネジャード大統領の兄。
- サーデグ・ハリーリヤーン[7]- 農業大臣
- モハンマド・シャリーアトマダーリー[7] - 元商業大臣
- エブラーヒーム・アスガルザーデ[7]
- メフディー・ザーヘディー[7]
- マスウード・ペゼシュキヤーン[7]
- モハンマドレザー・ラヒーミー[7] - 第一副大統領
- アリーアクバル・ジャヴァーンフェクル[7] - 大統領顧問
- ラーミーン・メフマーンパラスト[7] - 外務省報道官
- タフマーソブ・マザーヘリー[7]- 元中央銀行総裁
- ハサン・ソブハーニー[13] - 元国会議員

#### 立候補をとりやめた者
5月20日現在、立候補の届け出を行った者のうち。
- モハンマドレザー・ラヒーミー[14] - 第一副大統領
- アリーアクバル・ジャヴァーンフェクル[15] - 大統領顧問
- サーデグ・ハリーリヤーン[16] - 農業大臣
- モハンマド・シャリーアトマダーリー[17] - 元商業大臣
- モハンマド・ハサン・アブートラービー＝ファルド[18] - 国会第一副議長
- ラーミーン・メフマーンパラスト[19] - 外務省報道官
- ダーヴード・アフマディーネジャード[19] - マフムード・アフマディーネジャード大統領の兄。
- カームラーン・バーゲリー＝ランキャラーニー[20] - 元保健大臣

2013年5月12日の段階で立候補を表明していた者（立候補の届け出を行わなかった者も含む）。
- マヌーチェフル・モッタキー[21] - 保守派、イスラーム技術者集団所属
- モハンマドレザー・バーホナル[22] - 国会副議長
- ハサン・ロウハーニー[23] - 元国家安全保障最高評議会書記
- モフセン・レザーイー[22] - 保守派、元イスラム革命防衛隊司令官
- アリー・ファッラーヒヤーン[22] - 元情報大臣
- モハンマド・ハサン・アブートラービー＝ファルド[24] - 国会副議長
- モスタファー・プールモハンマディー[24] - 元内務大臣
- アリー・ニークザード[25] - 道路・都市開発大臣
- カームラーン・バーゲリー＝ランキャラーニー[26] - 元保健大臣
- アリーレザー・ザーカーニー[26] - 国会議員
- アクバル・アアラミー[27] - 改革派、元国会議員
- モハンマド・シャリーアトマダーリー[28] - 元商業大臣。
- モハンマド・バーゲル・ガーリーバーフ - 保守派、現テヘラン市長
- ゴラームアリー・ハッダード＝アーデル - 保守派、前イラン国会議長
- モハンマドレザー・アーレフ - 改革派、元イラン第一副大統領
- エスファンディヤール・ラヒーム・マシャーイー - 保守派、前イラン大統領府長官
- サイード・ジャリーリー - 保守派、現国家安全保障最高会議書記
- アリーアクバル・ヴェラーヤティー - 独立系、元外相
- ハーシェミー・ラフサンジャーニー - 改革派、元大統領

## 世論調査について
大統領選に向けて、保守派、改革派両陣営のメディアは独自に世論調査を行っているが、結果は非常にばらついている。イランには独立した世論調査機関が存在せず、信ぴょう性に乏しい。

## 選挙結果
| 候補者名                             | 第1回投票                | 第1回投票 | 当落 |
| 候補者名                             | 得票                     | %         | 当落 |
| ------------------------------------ | ------------------------ | --------- | ---- |
| ハサン・ロウハーニー                 | 18,613,329               | 50.71%    | 当選 |
| モハンマド・バーゲル・ガーリーバーフ | 6,077,292                | 16.56%    |      |
| サイード・ジャリーリー               | 4,168,946                | 11.36%    |      |
| モフセン・レザーイー                 | 3,884,412                | 10.58%    |      |
| アリーアクバル・ヴェラーヤティー     | 2,268,753                | 6.18%     |      |
| モハンマド・ガラズィー               | 446,015                  | 1.22%     |      |
| 無効票                               | 1,245,409                | 3.39%     |      |
| 投票総数                             | 36,704,156 (投票率72.7%) | 100%      |      |

イラン内務省発表